# Joseph ibn Ezra
Pour les articles homonymes, voir Ibn Ezra et Ezra.
Joseph ben Isaac ibn Ezra (né vers 1560 et mort vers 1620) est un rabbin et talmudiste réputé des XVIe et XVIIe siècles.

## Éléments biographiques
Descendant de la famille espagnole Ibn Ezra, il est formé à Salonique par Samuel de Medina. Devenu directeur de l'académie talmudique locale, il a de nombreux disciples, dont Aaron Hazzan, Meïr Melammed, et Shabbataï Yonah. Vers la fin de sa vie, Joseph ibn Ezra est forcé de chercher refuge à Constantinople. Il y est appelé au rabbinat de Sofia, où il décède.

## Œuvres
Joseph ibn Ezra était un talmudiste apprécié. Il a écrit :
- Rosh Yossef, un commentaire sur les Arbaa Tourim, dont la partie sur les taxes et contributions communales a été publié à Salonique (1601), sous le titre de Massa' Melekh
- Atzamot Yossef, commentaire sur le traité Kiddoushin (Salonique, 1601 ; Berlin, 1699 ; Fürth, 1767). Dans la préface à ce livre, l'auteur écrit que l'objet de ce commentaire est de donner, outre une compréhension du sens simple du texte, un aperçu de la méthodologie du Talmud. Il écrit plus loin que les responsa de Joseph ibn Leb (1576), qui lui sont parvenus après qu'il eut fini son commentaire, l'ont amené à y effectuer quelques changements. Le livre contient également en appendice les décisions halakhiques du traité Kiddoushin, avec des explications de quelques passages difficiles d'autres traités
- un commentaire sur le traité Baba Metzia, mentionné dans l’Atzamot Yossef
- des règles d'interprétation du Talmud
- des responsa, dont certains se trouvent dans l’Atzamot Yossef, d'autres dans le Bene Shemouel de Samuel de Medina, et dans le Shaï la-Mora de Shabbataï Yonah.

## Crédits
Cet article contient des extraits de l'article « IBN EZRA, JOSEPH BEN ISAAC » par Isidore Singer & Isaac Broydé de la Jewish Encyclopedia de 1901–1906 dont le contenu se trouve dans le domaine public.